# Луїс Рамос (уругвайський футболіст)
Луїс Рамос (ісп. Luis Ramos (calciatore 1939), нар. 9 жовтня 1939, Монтевідео) — уругвайський футболіст, що грав на позиції захисника. Виступав, зокрема, за клуби «Насьйональ» та «Насьйональ», а також національну збірну Уругваю.

## Клубна кар'єра
У дорослому футболі дебютував 1964 року виступами за команду «Насьйональ», в якій провів два сезони. У 1964 році він участь у фіналі Кубку володарів кубків Америки, в якому уругвайці поступилися аргентинському «Індепендьєнте». Рамос зіграв в обох фінальних матчах. У 1966 році став чемпіоном Уругваю. Протягом 1967—1968 років захищав кольори клубу «Депортіво Еспаньйол». 1969 року повернувся до клубу «Насьйоналя», за який відіграв 1 сезон. У 1970-х роках виступав за «Мірамар Місьйонес», «Расінг» (Монтевідео) та венесуельському «Естудьянтес де Меріда».

## Виступи за збірну
1966 року дебютував у футболці національної збірної Уругваю. У складі збірної поїхав на чемпіонат світу 1966 року в Англії, але на турнірі не зіграв жодного матчу. Загалом протягом кар'єри у національній команді провів 2 матчі.

## Особисте життя
Рамос пережив дві сімейні трагедії, у серпні 2006 року та в лютому 2007 року, коли швидко побачив смерть своїх двох дочок-моделей Луїзель Рамос (1984-2006) та Еліана Рамос (1988–2007), обидва, очевидно, спричинені серцевої недостатності або недоїдання.

## Досягнення
«Насьйональ»
- Прімера Дивізіон Уругваю
  -  Чемпіон (3): 1966, 1969, 1970
  -  Срібний призер (2): 1965, 1967

- Кубок Лібертадорес
  -  Фіналіст (1): 1967